# Mammi si diventa
Mammi si diventa (Daddio) è una serie televisiva statunitense in 18 episodi di cui 9 trasmessi per la prima volta nel corso di 2 stagioni nel 2000. In Italia è conosciuta anche con il titolo Daddio - Mammi si diventa.
La prima stagione della sitcom è composta da cinque episodi; la serie fu poi rinnovata per una seconda stagione di 13 episodi. Tuttavia, dopo solo quattro episodi della seconda stagione la serie fu cancellata dalla NBC nel mese di ottobre del 2000 a causa dei bassi ascolti.

## Trama
Chris Woods è un ex venditore di forniture per ristoranti rimasto disoccupato che decide di diventare padre e casalingo a tempo pieno per permettere a sua moglie Linda di portare avanti la sua carriera come avvocato. Chris deve così accudire i suoi quattro figli Shannon (Cristina Kernan), Max (Martin Spanjers), Jake (Mitch Holleman) e la piccola Emily.

## Personaggi e interpreti
- Chris Woods (9 episodi, 2000), interpretato da Michael Chiklis.
- Linda Woods (9 episodi, 2000), interpretata da Anita Barone.
- Barb Krolak (9 episodi, 2000), interpretato da Amy Wilson.
È la migliore amica di Linda.
- Rod Krolak (9 episodi, 2000), interpretato da Kevin Crowley.
È il marito di Barb.
- Holly Martin (9 episodi, 2000), interpretata da Suzy Nakamura.
È un'amica di Linda incinta, è una donna sarcastica.
- Bobick (9 episodi, 2000), interpretato da Steve Ryan.
È un amico di Chris ed ex marine.
- Shannon Woods (9 episodi, 2000), interpretata da Cristina Kernan. Ha vinto uno Young Artist Award per il ruolo nel 2001.
- Max Woods (9 episodi, 2000), interpretato da Martin Spanjers.
- Jake Woods (9 episodi, 2000), interpretato da Mitch Holleman.
- Julie Martin (9 episodi, 2000), interpretata da Amber Ayemin.
- Montgomery Krolak (9 episodi, 2000), interpretato da Christian Boewe.
- Janice Mayfield (9 episodi, 2000), interpretata da Bellina Logan.
- Todd (2 episodi), interpretato da Penn Badgley.

## Produzione
La serie, ideata da Matt Berry e Ric Swartzwelder, fu prodotta da Big Fan e Touchstone Television e girata negli studios di Burbank in California. Le musiche furono composte da Mark Heyes.

### Registi
Tra i registi della serie sono accreditati:
- Andy Cadiff
- Mark Cendrowski
- Matthew Diamond
- Gil Junger
- Joe Regalbuto
- Steve Zuckerman

### Sceneggiatori
Tra gli sceneggiatori della serie sono accreditati:
- Patricia Carr in un episodio (2000)
- Matt Berry
- Jim Gerkin
- Ric Swartzlander

## Distribuzione
La serie fu trasmessa negli Stati Uniti dal 23 marzo 2000 al 23 ottobre 2000  sulla rete televisiva NBC. In Italia è stata trasmessa dal 2001 su Disney Channel, poi dal 20 luglio 2004 su RaiDue con il titolo Mammi si diventa.
Alcune delle uscite internazionali sono state:
- negli Stati Uniti il 23 marzo 2000 (Daddio)
- in Francia il giugno 2001 (Papa s'en mêle)
- in Italia (Mammi si diventa)

## Episodi
| Stagione         | Episodi | Prima TV USA |
| ---------------- | ------- | ------------ |
| Prima stagione   | 5       | 2000         |
| Seconda stagione | 13      | 2000         |